# کانگ سونگ هیون
کانگ سونگ هیون (انگلیسی: Kang Seung-hyun؛ زادهٔ ۲۲ سپتامبر ۱۹۸۷) مدل و بازیگر اهل کره جنوبی است.